# Stadtbefestigung Külsheim

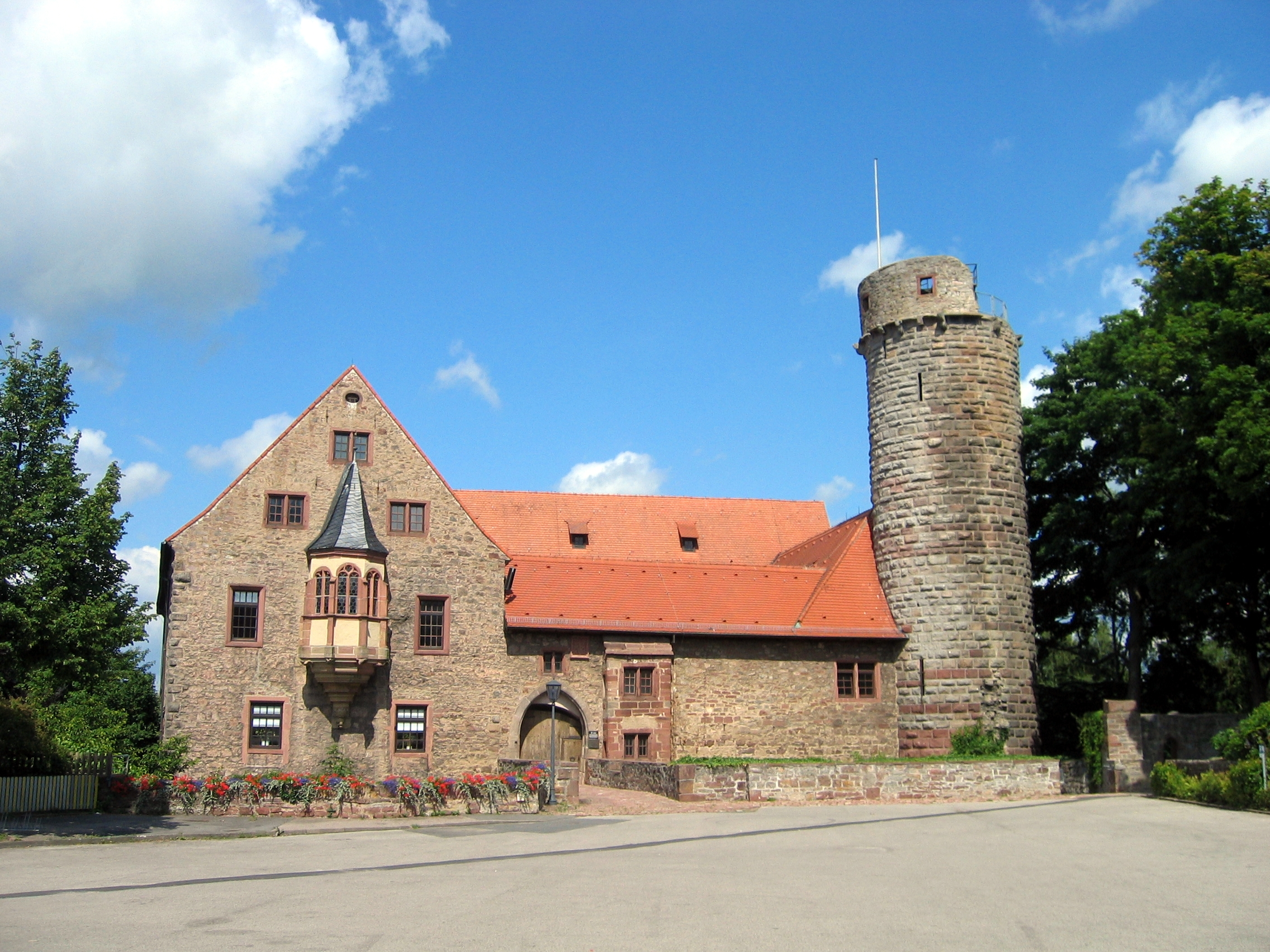
Noch erhaltene Reste der mittelalterlichen Stadtbefestigung befinden sich beim Schloss Külsheim

Die Stadtbefestigung Külsheim bezeichnet die ehemaligen Befestigungswerke der Stadt Külsheim im Main-Tauber-Kreis in Baden-Württemberg.

## Geschichte und Bauten

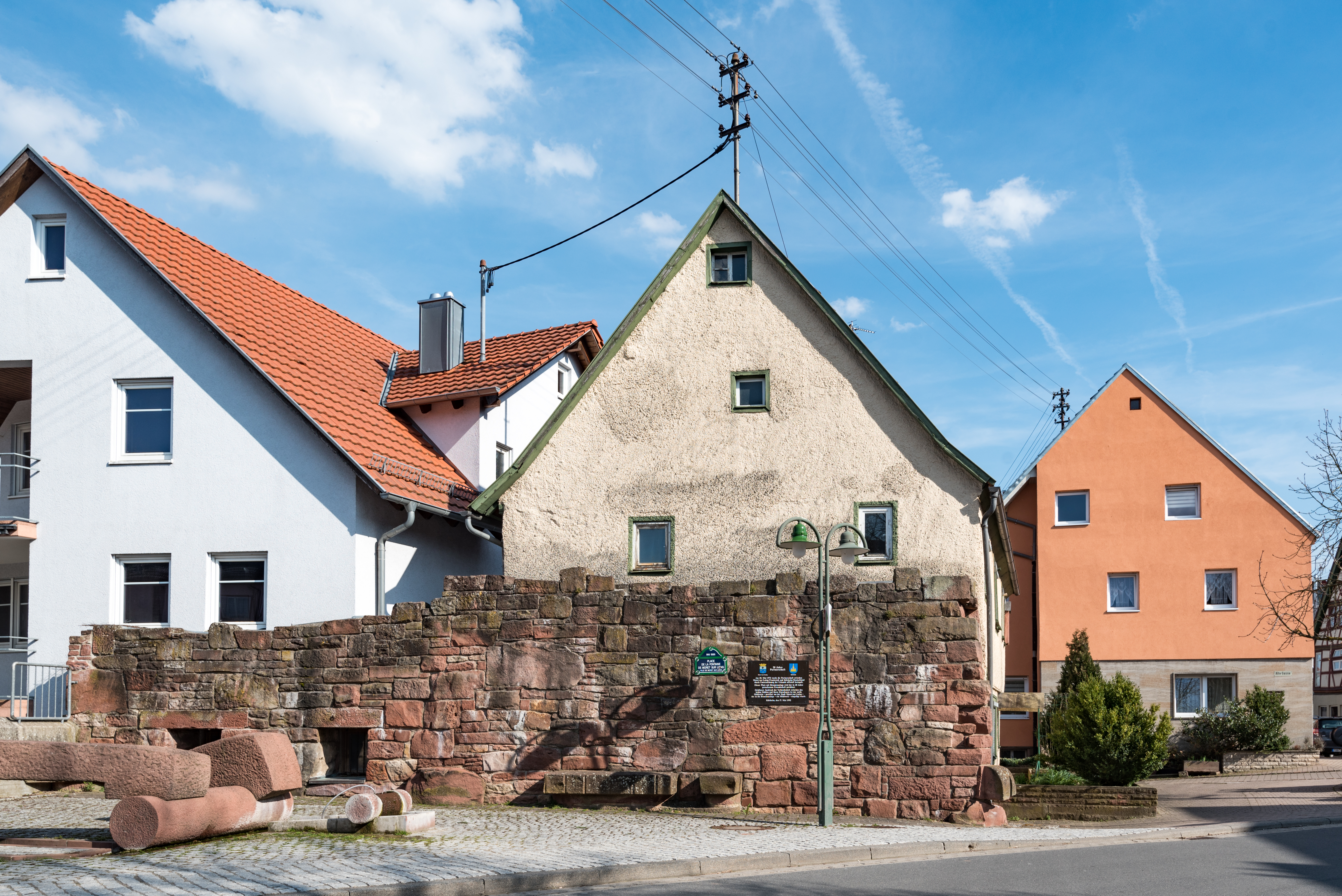
Stadtmauerrest an der Hauptstraße in Külsheim

In der Külsheimer Stadtrechtsurkunde aus dem Jahr 1292 heißt es:

„Wir ermächtigen (. . .) Erzbischof Gerhard, seinen Wochenmarkt zu bestimmen im vorerwähnten Ort, den wir gütig befreit haben, und Mauern und Befestigungen aufzuführen, wie er es für nützlich hält.“

Bis zum Ende des 15. Jahrhunderts wurden die Stadtmauern ausgebaut, erhöht und verstärkt sowie die Gräben außerhalb der Mauer vertieft. Zwischentürme, die bisher nur Halbtürme waren, wurden dabei voll ausgebaut. Die Erweiterungen dauerten viele Jahre und oft mangelte es an der Finanzierung. In der sogenannten „Spiesberger-Chronik“ wurden „18 Türme“ beschrieben. In einer Ringmauer waren 14 Verteidigungstürme eingefügt, worunter drei Stadt-Tortürme inbegriffen waren:
- Der „Obere Torturm“,
- der „Untere Torturm“ (mit einer großen Zugbrücke, welche bei Notfällen aufgezogen werden konnte) und
- der „Gänsertorturm“.

Die drei Stadttore waren jeweils mit zwei starken Doppeltoren versehen. Diese wurden zu Kriegszeiten und außerdem jede Nacht, bis zum Jahre 1824, verschlossen. Vom Oberen Torturm bis zum Gänsertorturm waren drei Verteidigungstürme eingefügt. Zwischen dem Gänsertorturm und dem „Unteren Torturm“ befand sich nur ein Turm, zwischen dem „Unteren Torturm“ und dem „Oberen Torturm“ in der Ringmauer jedoch sieben Türme. Die letzten Türme standen bereits nahe am Schloss Külsheim. Das Schloss, so die „Spiesberger-Chronik“, war einst mit Gräben, Mauern und Türmen umgeben. Von diesen Türmen ist heute noch dem größeren Teile nach der „Schlossturm“ erhalten.
In den Protokollbüchern des Gemeinderats sind vom 29. Dezember 1863 folgende Beschlüsse vermerkt:
- Die Stadtmauer sollte nicht auf Kosten der Gemeinde eingelegt werden.
- Wer steinernes Baumaterial benötigte, konnte dieses von der Stadtmauer beziehen.
- Wer die Stadtmauer einlegte, um außerhalb der Stadtmauer neue Bauten zu errichten, musste darauf achten, „dass immerhin eine Höhe von fünf bis sechs Fuß verbleibt, und zwar dieses als Schutz gegen das Auslaufen von Schweinen usw.“

Große Teile der einstigen Stadtbefestigung sind heute abgegangen. Bereits im Jahre 1946 bemühte sich das Bürgermeisteramt Külsheim um den Erhalte der historischen Stadtbefestigungen. Heute sind von der Befestigungsanlage nur noch Reste erhalten, die ab dem Beginn der 1980er Jahre im Rahmen der Stadtsanierung im Sinne einer denkmalschützenden Erhaltung schrittweise saniert wurden. Im Jahre 2018 wurden Sanierungsarbeiten an einem etwa 18 Metern langen Stück bei den Kastanienbäumen an der Haagstraße abgeschlossen. Die noch bestehenden Überreste der mittelalterlichen Stadtbefestigung stehen heute unter Denkmalschutz.

## Trivia
Ein Gemälde eines Stadttors der Külsheimer Stadtmauer von Franz Scholz befindet sich an der Wand des früheren Bürgermeister- und jetzigen Trauzimmers im Alten Rathaus.